# Wybory do Parlamentu Europejskiego w Estonii w 2004 roku
Wybory do Parlamentu Europejskiego VI kadencji w Estonii zostały przeprowadzone 13 czerwca 2004. Były to pierwsze wybory do PE w Estonii od czasu akcesji do Unii Europejskiej. W ich wyniku zostało wybranych 6 deputowanych. Wybory wygrała Partia Socjaldemokratyczna. Frekwencja wyborcza wyyniosła 26,89%.
| Lista wyborcza             | Głosy  | %      | Mandaty |
| -------------------------- | ------ | ------ | ------- |
| Partia Socjaldemokratyczna | 85 433 | 36,79% | 3       |
| Partia Centrum             | 40 704 | 17,53% | 1       |
| Partia Reform              | 28 377 | 12,22% | 1       |
| Związek Ojczyźniany        | 24 375 | 10,50% | 1       |
| Estoński Związek Ludowy    | 18 687 | 8,05%  | –       |
| Partia Res Publica         | 15 457 | 6,66%  | –       |
| Razem                      |        |        | 6       |